# أرنو كارستنز
أرنو كارستنز (بالإنجليزية: Arno Carstens)‏ هو كاتب أغاني ومغني بريطاني، ولد في 12 مارس 1972.

## وصلات خارجية
- الموقع الرسمي
- أرنو كارستنز على موقع ميوزك برينز (الإنجليزية)
- أرنو كارستنز على موقع ديسكوغز (الإنجليزية)